# Patrick Hamilton (1504-1528)
Pour les articles homonymes, voir Hamilton et Patrick Hamilton.
Patrick Hamilton, né en 1504 et mort sur le bûcher le 10 mars 1528, est un prédicateur écossais, considéré comme le promoteur de la Réforme en Écosse.

## Biographie
Il descendrait de la famille des Stuarts, et compte Jacques V parmi ses proches parents. Il fait ses études à l'université de Saint-André puis se rend en Allemagne où il occupe une chaire à l'université de Marbourg, récemment fondée par Philippe, landgrave de Hesse-Cassel. Il ne tarde pas à faire sienne la doctrine luthérienne. De retour dans son pays, il œuvre à la promouvoir.
Une nuit, il est arrêté dans son lit et conduit en prison. Traduit devant un tribunal ecclésiastique, il refuse de se rétracter sur quelque point que ce soit. On le livre alors aux juges séculiers qui le condamnent, comme hérétique obstiné, à mourir sur le bûcher.

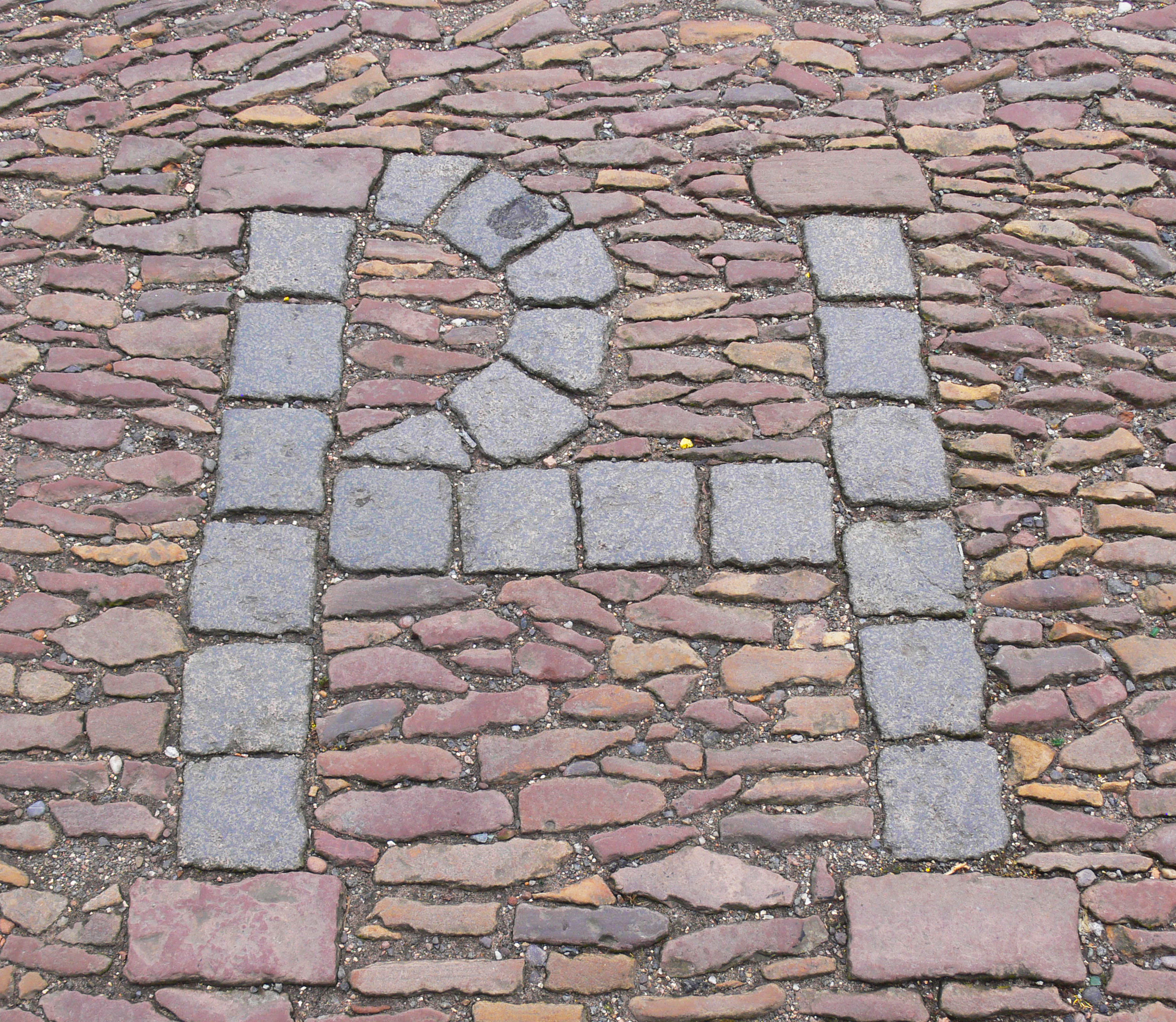
Les initiales de Patrick Hamilton, incrustées dans les pavés sur les lieux de son supplice.

Son courage lors de son exécution attira l'attention plus que jamais sur les doctrines qui avaient été condamnées à travers lui, et cela accéléra la diffusion du luthéranisme en Écosse. On a pu dire que "la puanteur [du bûcher] de Patrick Hamilton a infecté tous ceux qui l'ont sentie".

## Œuvres
- De lege et Evangelio lib. 1 ;
- De fide ut operibus liber 1 ;
- Locorum communium liber I.